# Man O' War: Corsair
Man O' War: Corsair est un jeu vidéo de simulation de combat naval développé et édité par Evil Twin Artworks, sorti en 2017 sur Windows et Mac.
Le jeu a connu une sortie en accès anticipé le 15 avril 2016.
Il est adapté du jeu de figurines Man O'War, situé dans l'univers Warhammer.

## Système de jeu
Le jeu est traduit en francais début 2018

## Accueil
- PC Gamer : 61 %[1]

## Retrait de Steam 20 janvier 2021
En janvier 2021, un post des développeurs indique que Steam va retirer le jeu de la vente.
Le jeu reste disponible pour les gens l'ayant acheté. La raison serait une fin d'accord de licence avec GamesWorkshop